# Aphrosylus occultus
Aphrosylus occultus är en tvåvingeart som beskrevs av Becker 1908. Aphrosylus occultus ingår i släktet Aphrosylus och familjen styltflugor.
Artens utbredningsområde är Kanarieöarna. Inga underarter finns listade i Catalogue of Life.